# Route 16 (Ontario)
Pour les articles homonymes, voir Route 16.
La route 16 est une courte provinciale de l'Ontario reliant la ville de Johnstown aux autoroutes 401 et 416. Elle ne mesure que 3.8 kilomètres aujourd'hui, alors qu'elle en mesurait plus de 80 avant la construction de l'autoroute 416.

## Description du Tracé

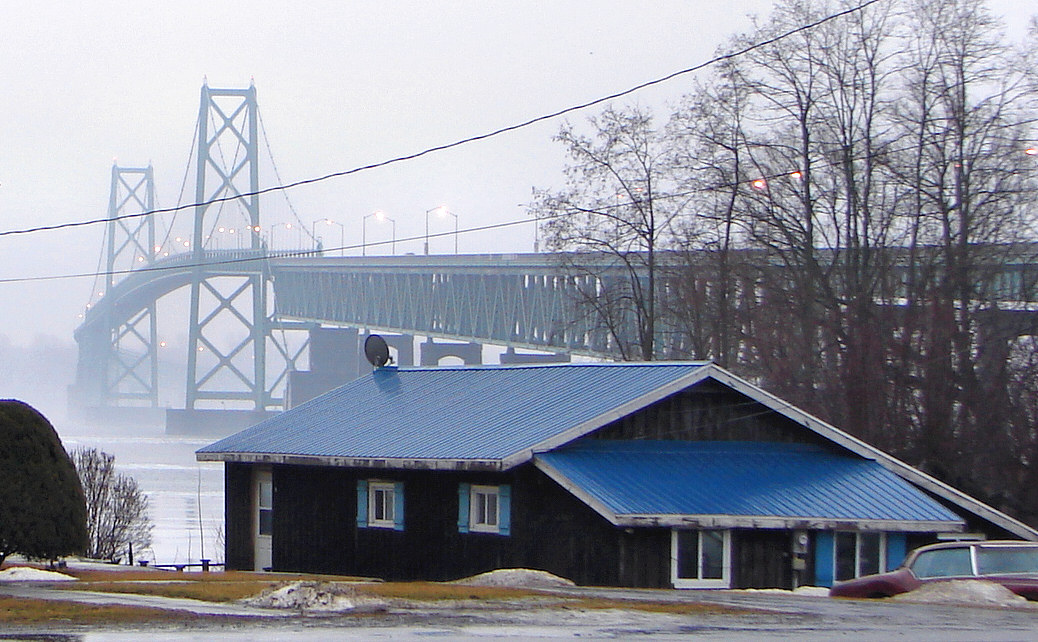
Le pont international Prescott-Ogdensburg, traversant le fleuve Saint-Laurent et la frontière Canado-Américaine.

La route 16 commence officiellement à sa jonction avec la route locale 2, en bordure du fleuve Saint-Laurent, à Johnstown. Elle se dirige vers le nord-ouest pendant 1.5 kilomètre en croisant entre autres le pont international Prescott-Ogdensburg, traversant le fleuve pour aller aux États-Unis, dans l'état de New York (le pont permet de connecter les municipalités entre Brockville et Morrisburg (Ontario) à Ogdensburg (NY). Au kilomètre 1.5,la 16 croise l'autoroute 401 en direction de Toronto ou Montréal. 2.4 kilomètres plus loin, la route 16 se termine sur l'autoroute 416 nord en direction d'Ottawa.
Pour se rendre sur l'autoroute 416 l'autoroute 401 ouest, il faut absolument prendre la 16 nord (sortie 721), car l'échangeur 401/416 est incomplet. Il en va de même lorsque vous voulez vous rendre sur la 401 est depuis l'autoroute 416 sud.
 La route 16 était longue de 80 kilomètres avant la construction de l'autoroute 416, suivant le même tracé que la route 16. En effet, il était indispensable à l'époque de construire une autoroute à 4 voies séparées entre Ottawa et l'autoroute 401, pour faciliter le trajet Ottawa/Toronto.

## Intersections principales
| Route 16 |                                        |                                                           |                                         |
| km       | intersection                           | directions                                                | notes                                   |
| 0.8      | Pont international Prescott-Ogdensburg | Ogdensburg (NY) (via les routes 812 et 37 aux États-Unis) | le poste douanier est ouvert 24h sur 24 |
| 1.5      | A-401                                  | Toronto, Kingston, Montréal                               |                                         |
| 3.8      | A-416 nord                             | Ottawa                                                    | fin de la route 16                      |

## Localisation
| Johnstown |